# رامبادراچاریا
جاگادگورو رامانانداچاریا سوامی رامبادراچاریا (متولد پاندیت جیریدار در 14 ژانویه 1950) یک رهبر معنوی هندو، مربی، محقق سانسکریت، شاعر، نویسنده، مفسر، فیلسوف، آهنگساز، خواننده، نمایشنامه نویس و هنرمند کاتا مستقر در چیتراکوت، هند است. او یکی از چهار جاگادگورو رامانانداچاریا، است و از سال 1988 این عنوان را دارد
Rambhadracharya بنیانگذار و رئیس تولسی پیت، یک مؤسسه خدمات مذهبی و اجتماعی در Chitrakoot است که به نام سنت تولسیداس نامگذاری شده‌است. او بنیانگذار و رئیس مادام العمر دانشگاه معلولان جاگادگورو رامبادراچاریا در چیتراکوت است که دوره‌های تحصیلات تکمیلی را منحصراً برای چهار نوع دانشجوی معلول ارائه می‌دهد. رامبادراچاریا از دو ماهگی نابینا بوده‌است، تا سن هفده سالگی تحصیلات رسمی نداشته‌است و هرگز از خط بریل یا هیچ کمک دیگری برای یادگیری یا نوشتن استفاده نکرده‌است.